# Plano de voo
Plano de Voo é um documento que contém informações a respeito de um voo (ou parte de um voo) que foi planejado pelo piloto em comando de uma aeronave.  Tais informações são fornecidas aos órgãos que prestam serviços de tráfego aéreo (ATS).
Envolve basicamente dois pontos principais de segurança: o cálculo do consumo de combustível e a concordância do plano com o controle de tráfego aéreo, para minimizar as possibilidades de colisão em pleno voo.
Inclui informações como:
- Aeródromo de decolagem e aeródromo de destino.
- Aeródromos de alternativa de pouso (para situações tais como falta de combustível, falha de funcionamento da aeronave, mau tempo, falha de comunicações etc.).
- Detalhes da rota a cumprir (aerovias utilizadas, pontos geográficos e/ou auxílios-rádio que balizarão mudanças de velocidade e/ou de nível de voo durante a rota etc.).
- Tempo estimado em rota.
- Regra de voo (IFR ou VFR).
- Dados de identificação do piloto em comando.
- Número de pessoas a bordo (POB).

## Tipos de plano de voo
Existem três tipos de plano de voo:
- Plano de Voo Completo;
- Plano de Voo Simplificado; e
- Plano de Voo Repetitivo.

### Plano de Voo Completo
O Plano de Voo Completo (PVC) é o que contém informações mais completas a respeito de um voo pretendido.
No Brasil, deverá ser preenchido utilizando-se o formulário IEPV 100-20 e apresentado em uma Sala AIS de Aeródromo até 45 min antes da hora estimada de calços-fora (EOBT).

### Plano de Voo Simplificado
O Plano de Voo Simplificado (PVS), conhecido antigamente como "Notificação de Voo" (NTV), é aquele utilizado exclusivamente quando se pretende voar sob regras de voo visuais (VFR) e inteiramente dentro de uma ATZ (Zona de Tráfego de Aeródromo), CTR (Zona de Controle), TMA (Área de Controle Terminal) ou, na inexistência daqueles espaços aéreos, em um raio de até 50Km (27 NM) do aeródromo de partida.
No Brasil, o PVS deve ser preenchido utilizando-se o IEPV 100-7 , e apresentado em uma Sala AIS de Aeródromo até 10 min antes do EOBT, a menos que o piloto em comando apresente o PVS por radiotelefonia, diretamente ao órgão ATS: neste caso, não se exigirá antecedência mínima.

### Plano de Voo Repetitivo
O Plano de Voo Repetitivo (RPL) é aquele que se realiza frequentemente e com idênticas características básicas. É apresentado para retenção e uso repetitivo pelos órgãos ATS. O RPL é utilizado nos voos regulares, charters, fretamentos e da rede postal, autorizados pela Autoridade de Aviação Civil do país.
O RPL deve ser utilizado sempre que um voo for realizado com frequência tal que ocorra pelo menos uma vez por semana e totalize no mínimo 10 (dez) voos, ao longo de 2 (dois) meses.
Aplicam-se os RPL somente aos voos IFR e a todos os voos sujeitos a Horário de Transporte Aéreo (HOTRAN).
Considera-se requisito básico de utilização que os dados dos RPL tenham um alto grau de estabilidade (imutabilidade), e de modo que as mudanças que porventura ocorram possam ser facilmente executadas.
No Brasil, o RPL deve ser apresentado à Central de Planos de Voo Repetitivos (CPVR) do Centro de Gerenciamento da Navegação Aérea (CGNA), por meio de formulário eletrônico, utilizando-se a rede mundial de computadores (internet), ou, alternativamente, por meio de remessa via FAX. O RPL também pode ser apresentado pessoalmente, na CPVR do CGNA, por meio de formulário impresso (IEPV 100-21), em duas vias.
Todos os Planos de Voo Repetitivos têm validade de 45 min, a partir do EOBT.
Qualquer mensagem de atualização de plano de voo—DLA (atraso), CHG (modificação) ou CNL (cancelamento) -- deverá ser apresentada em formulário próprio, até 35min após o EOBT.

## Termos utilizados
Alguns termos e expressões utilizados nos planos de voo e reconhecidos internacionalmente:
- AGL - Acima do Nível do Solo (Above Ground Level).
- EOBT - Hora estimada de calços-fora (Estimated Off-Blocks Time).
- FPL - Mensagem de Plano de voo apresentado (Flight Plan).
- ICAO - Organização da Aviação Civil Internacional (International Civil Aviation Organization).
- Kt - Nós (Knots).
- MSL - Nível médio do mar (Mean Sea Level).
- NM - Milha náutica (Nautical Mile).